# Hepiopelmus melanogaster
Hepiopelmus melanogaster är en stekelart som först beskrevs av Gmelin 1790.  Hepiopelmus melanogaster ingår i släktet Hepiopelmus och familjen brokparasitsteklar. Arten är reproducerande i Sverige. Inga underarter finns listade i Catalogue of Life.